# Distretto di Okushiri
Il distretto di Okushiri (奥尻郡?) è uno dei distretti della Sottoprefettura di Hiyama, Hokkaidō, in Giappone.
Attualmente comprende il solo comune di Okushiri.